# بالیقتیکول (استان آق‌مولا)
بالیقتیکول (قزاقی: Балықтыкөл) یک دریاچه در استان آق‌مولای کشور قزاقستان است.